# Balboa (miasto w Panamie)
Balboa – miasto w Panamie przy wejściu do Kanału Panamskiego od strony Oceanu Spokojnego, nazwane na cześć hiszpańskiego konkwistadora Vasco Núñez de Balboa. Służy jako port dla Panamy, w 1990 miało 1214 mieszkańców.
Do 1979 wchodziło w skład Strefy Kanału Panamskiego i było kontrolowane przez Stany Zjednoczone.